# Celine Huijsmans
Celine Huijsmans (Den Haag, 3 juni 1985) is een Nederlands televisiepresentatrice en nieuwslezeres.

## Carrière
Huijsmans begon al op jonge leeftijd met dans en theater. Ze won de talentenjacht van V8 en mocht Megafestatie TV presenteren.
In 2003 behaalde zij haar gymnasiumdiploma aan het Christelijk Gymnasium Sorghvliet te Den Haag. Vervolgens ging Huijsmans voor haar bachelor Liberal Arts and Sciences studeren aan het University College Utrecht. In 2008 studeerde zij voor haar master Journalistiek en Media af aan de Universiteit van Amsterdam. Op haar 19e jaar presenteerde ze voor SBS Games een belspelprogramma. Huijsmans won in diezelfde periode de Axe Model Contest.
Na haar studie deed ze werk als voice-over en tekstschrijver, en speelde in enkele reclames. Huijsmans was in 2007 het gezicht van Sensation White. Ze begon na een universitaire studie Journalistiek en Media als verslaggever en nieuwslezeres bij diverse omroepen als WNL, NOS, SBS en ANP.
Van 2012 tot 2020 presenteerde Huijsmans het televisieprogramma Shownieuws. Sinds 7 januari 2019 is Huijsmans de vaste nieuwslezeres van het programma Veronica Inside op Radio Veronica. In dit programma leest ze niet alleen op het hele uur het nieuws, maar neemt Huijsmans ook de belangrijkste berichten door met Wilfred Genee, Rick Romijn en Niels van Baarlen. Sinds het najaar van 2020 presenteert Huijsmans de Veronica Middagshow met Dennis Ruyer, per februari 2021 werd Ruyer vervangen door Tim Klijn.
In 2022 deed Huijsmans mee aan het programma Celebrity Masterchef op Viaplay waar ze als eerste afviel. In datzelfde jaar deed ze mee aan het televisieprogramma Kamp Van Koningsbrugge (Special Edition) waar Huijsmans in aflevering 3 werd weggestuurd. In 2024 deed ze samen met Jeroen Nieuwenhuize mee aan het televisieprogramma De Grote Muziekquiz.